# گورنگا رچیتسا
گورنگا رچیتسا (به صربی: Gornja Rečica) یک روستا در صربستان است که در پروکوپلیه واقع شده‌است. گورنگا رچیتسا ۱۵۲ نفر جمعیت دارد.